# Ниво на биобезопасност
Нивото на биологична безопасност (биобезопасност или Biosafety Level на английски) или нивото на патоген/защита е набор от предпазни мерки за биологична защита, необходими за изолиране на опасни биологични агенти в затворено лабораторно помещение. Нивата на изолация варират от най-ниското ниво на биологична безопасност 1 (BSL-1) до най-високото ниво 4 (BSL-4). В Съединените щати Центровете за контрол и превенция на заболяванията (Centers for Disease Control and Prevention, CDC) са определили тези нива в публикация, наречена BMBL. В Европейския съюз същите нива на биологична безопасност са определени в директива. В Канада четирите нива са известни като Containment Levels (CL). Съоръженията с тези наименования понякога се обозначават и като P1 до P4 (за патоген или ниво на защита)

### История
Първият прототип на шкаф за биологична безопасност от клас III (максимална изолация) е изработен през 1943 г. от Хюбърт Кемпф младши, тогава войник от армията на САЩ, под ръководството на Арнолд Г. Уедум, директор (1944-1969 г.) на отдел "Индустриално здраве и безопасност" в Лабораториите за биологични оръжия на армията на САЩ, Кемп Детрик, Мериленд.
На 18 април 1955 г. четиринадесет представители се срещат в Кемп Детрик във Фредерик, щата Мериленд. Срещата е имала за цел да се обменят знания и опит по отношение на въпроси свързани с биологичната, химическата, радиологичната и промишлената безопасност, които били общи за дейността на трите основни лаборатории за биологична война (biological warfare) на американската армия. Поради потенциалните последици от работата, извършвана в лабораториите за биологична война, конференциите са били ограничени до лица с най-високо ниво на разрешение за достъп до информация. От 1957 г. се е планирало тези конференции да включват некласифицирани сесии, както и класифицирани сесии, за да се даде възможност за по-широк обмен на информация за биологичната безопасност. Едва през 1964 г. обаче конференциите се провеждат в правителствена инсталация, която не е свързана с програма за биологично оръжие.
През следващите десет години конференциите по биологична безопасност започват да се разрастват и включват представители на всички федерални агенции, които спонсорират или провеждат изследвания с патогенни микроорганизми. През 1966 г. започват да се включват и представители на университети, частни лаборатории, болници и промишлени комплекси. През 70-те години на ХХ век участието в конференциите продължава да се разширява и към 1983 г. започват дискусии относно създаването на официална организация. През 1984 г. официално е създадена Американската асоциация за биологична безопасност (American Biological Safety Association, ABSA), като през същата година са изготвени устав и правилник. Към 2008 г. ABSA включва около 1600 членове в своята професионална асоциация.
През 1977 г. Джим Пийкок от Австралийската академия на науките попитал Бил Сноудън, тогавашен ръководител на Австралийската лаборатория за здраве на животните (Australian Animal Health Laboratory, AAHL) към CSIRO, дали може да възложи на персонала на AAHL да прегледа наскоро публикуваните изисквания на Националния институт по здравеопазване на САЩ (National Institutes of Health, NIH) и еквивалентните британски изисквания за изграждане на инфраструктура за биозадържане (biocontainment) с оглед да препоръча на австралийските власти да приемат едно от тях. Прегледът е бил извършен от ръководителя на проекта CSIRO AAHL Бил Кърноу и инженера на CSIRO Артър Дженкинс. Те изготвили проекти на резултатите за всяко от нивата на сигурност. AAHL е класифициран като "значително надвишаващ P4". Тези проекти са приети от Австралийската академия на науките и впоследствие стават основа за австралийското законодателство. Лабораторията е открита през 1985 г. на стойност 185 млн. австралийски долара, построена на територията на Corio Oval. Австралийската лаборатория за здраве на животните е лаборатория от клас 4/ P4.
През 2003 г. китайската академия на науките одобрява изграждането на първата в континентален Китай лаборатория с ниво BSL-4 в Института по вирусология в Ухан (Wuhan Institute of Virology, WIV). През 2014 г. е изградена Националната лаборатория за биологична безопасност на WIV на стойност 300 млн. юана (44 млн. щатски долара), в сътрудничество и с помощта на френската правителствена лаборатория CIRI.
С началото на пандемията от COVID-19 през 2020 г. в близост до съоръженията на Института по вирусология в Ухан работата в съоръженията е силно политизирана, особено в Сената на САЩ. На 25 октомври 2022 г. Русия задава въпроси в ООН относно наличието в Украйна на биолаборатории. През април 2023 г. изпадането на Судан в гражданска война предизвиква безпокойство в Световната здравна организация (СЗО) относно неговата Национална обществена лаборатория, тъй като враждуващи фракции се борят за нейния район, а персоналът на НЛЛ е изгонен в полза на инсталирането на военна база на територията ѝ. По това време съоръжението съдържа организми, оценени на ниво BSL-2.

### Нива на биобезопасност

#### Ниво на биобезопасност 1 (BSL-1)
Нивото на биологична безопасност 1 (BSL-1) е подходящо за работа с добре характеризирани агенти, които не предизвикват заболявания при здрави хора. Тези агенти трябва да представляват минимална потенциална опасност за лабораторния персонал и околната среда. При това ниво предпазните мерки са ограничени в сравнение с другите нива. Лабораторният персонал трябва да мие ръцете си при влизане и излизане от лабораторията. Изследванията с тези агенти могат да се извършват на стандартни открити лабораторни маси, без да се използва специално оборудване за изолация. Независимо от това е строго забранено да се яде и пие в зоните на лабораторията. Потенциално инфекциозният материал трябва да се обеззарази или деактивира преди изхвърляне, като се добави химикал като белина, изопропанол или се опакова за обеззаразяване на друго място. Лични предпазни средства се изискват само при обстоятелства, при които персоналът може да бъде изложен на опасен материал. Лабораториите BSL-1 трябва да имат врата, която може да се затваря, за да се ограничи достъпът до лабораторията. Не е необходимо обаче лабораториите BSL-1 да бъдат изолирани от общата сграда.
Това ниво на биологична безопасност е подходящо за работа с няколко вида микроорганизми, включително непатогенни щамове на Escherichia coli, Staphylococcus, Bacillus subtilis, Saccharomyces cerevisiae и други организми, за които не се подозира, че могат да допринесат за човешко заболяване. Поради относителната лекота и безопасност на поддържането на лаборатория BSL-1, това са видовете лаборатории, които обикновено се използват като учебни помещения в средните и висшите училища.

#### Ниво на биобезопасност 2 (BSL-2)
При това ниво се спазват всички предпазни мерки, използвани при ниво на биобезопасност 1, плюс някои допълнителни предпазни мерки. BSL-2 се различава от BSL-1 по това, че: 
- Персоналът на лабораторията е специално обучен за работа с патогенни агенти и се ръководи от компетентни учени[21][22].

- Достъпът до лабораторията е ограничен, когато се извършва работа.
- Някои процедури, при които може да се създадат инфекциозни аерозоли или пръски, се извършват в шкафове за биологична безопасност или друго оборудване за физическа изолация[18].
- С потенциално заразени остри предмети се вземат специални предпазни мерки.

Ниво на биологична безопасност 2 е подходящо за работа с агенти с умерена потенциална опасност за персонала и околната среда. Това включва различни микроби, които причиняват леки заболявания на хората или е трудно да бъдат заразени чрез аерозол в лабораторни условия. Примери за патогени, класифицирани като "Рискова група 2" (Risk Group 2) в Съединените щати, включват вирусите на хепатит А, В и С, вируса на човешкия имунодефицит (ХИВ), патогенни щамове на Escherichia coli и Staphylococcus, Salmonella, Plasmodium falciparum и Toxoplasma gondii. Забележително е, че Европейският съюз се отклонява от Съединените щати и класифицира HIV и хепатит B-G като агенти от рискова група 3, с които е най-добре да се работи в следващото, трето ниво на биобезопасност - BSL-3.
Прионите, инфекциозните агенти, които пренасят прионни заболявания като Болест на Кройцфелд-Якод (Creutzfeld-Jakob Disease, CJD), обикновено се обработват при ниво на биологична безопасност 2 или по-високо. Това се дължи на липсата на доказателства за аерозолно пренасяне и относително по-високата необходима инфекциозна доза на прионните заболявания, въпреки че някои обстоятелства (например обработката на приони, инфектиращи животни, в обект, който се грижи за уязвими животни) биха изисквали по-високи условия на биобезопасност, като BSL-3.

#### Ниво на биобезопасност 3 (BSL-3)
Нивото на биобезопасност 3 е подходящо за работа с микроби, които могат да причинят сериозно и потенциално смъртоносно заболяване по респираторен път (при потенциално вдишване през дихателните пътища). Този вид работа може да се извършва в клинични, диагностични, учебни, изследователски или производствени помещения. Тук се спазват предпазните мерки, предприети в лаборатории BSL-1 и BSL-2, както и допълнителни мерки, включително:
- Трябва да се изготви специфично за лабораторията ръководство за биологична безопасност, в което подробно се описва как лабораторията ще работи в съответствие с всички изисквания за безопасност.
- На целия лабораторен персонал се осигурява медицинско наблюдение и се предлагат съответните имунизации (когато има такива, одобрени и достъпни), за да се намали рискът от случайно или незабелязано заразяване.
- Всички процедури, свързани с инфекциозен материал, трябва да се извършват в кабинет за биологична безопасност (biosafety cabinet, BSC).
- Лабораторният персонал трябва да носи защитно облекло с плътна предна част (т.е. престилки, които се връзват отзад). То не може да се носи извън лабораторията и трябва да се изхвърля или дезинфекцира след всяка употреба.

Освен помещението, в което се намира лабораторията BSL-3, трябва да има определени характеристики осигуряващи подходяща изолация. Входът на лабораторията трябва да е отделен от зоните на сградата с неограничен поток на движение. Освен това лабораторията трябва да се намира зад два комплекта самозатварящи се врати (за да се намали рискът от изтичане на аерозоли)[21]. Конструкцията на лабораторията изисква да е лесна за редовно почистване и дезинфекция. Не се допускат килими или столове с платнено покритие, а всички шевове, фуги или заварки по пода, стените и таваните се запечатват, за да се осигури лесно почистване и дезинфекция. Освен това прозорците трябва да бъдат уплътнени и да се инсталира специална вентилационна система, която да принуждава въздуха да преминава от "чистите" зони на лабораторията към зоните, в които се работи с инфекциозни агенти, създавайки така-наречено отрицателно налягане (negative pressure).
Проучване на журналисти от USA Today от 2015 г. идентифицира повече от 200 лабораторни обекта в САЩ, които са акредитирани за нива на биологична безопасност 3 или 4[26]. В Сборника с доклади от семинар на тема "Разработване на норми за осигуряване на биологични лаборатории в условия на ниски ресурси" е представен списък на лабораториите BSL-3 в тези страни.
Ниво на биобезопасност 3 обикновено се използва за изследователска и диагностична работа, свързана с различни микроби, които могат да се предават чрез аерозоли и/или да причиняват тежки заболявания. Сред тях са Francisella tularensis, Mycobacterium tuberculosis, Chlamydia psittaci, вирус на венецуелския енцефалит по конете (Venezuelan equine encephalitis virus), източния енцефалит по конете (Eastern equine encephalitis), SARS-CoV-1, MERS-CoV, Coxiella burnetii, вирус на треската от долината Рифт (Rift Valley Fever Virus, RVFV), Rickettsia rickettsii, няколко вида Brucella, чикунгуня, вирус на жълтата треска, вирус на западнонилска треска (West Nile Fever), Yersinia pestis и SARS-CoV-2.

#### Ниво на биобезопасност 4 (BSL-4)
Ниво на биобезопасност 4 (BSL-4) е най-високото ниво на предпазни мерки за биобезопасност и е подходящо за работа с агенти, които лесно могат да бъдат пренесени чрез аерозол в лабораторията и да причинят тежки или смъртоносни заболявания при хората, за които няма налични ваксини или лечения. Лабораториите BSL-4 обикновено са създадени като лаборатории с шкафове или лаборатории със защитни костюми. В кабинетните лаборатории цялата работа трябва да се извършва в кабинет за биологична безопасност от клас III (Level III Biosafety Cabinet). Материалите, които напускат кабинета, трябва да се обеззаразяват чрез преминаване през автоклав или резервоар с дезинфектант. От самите шкафове се изисква да имат безшевни ръбове, за да могат да се почистват лесно. Освен това шкафът и всички материали в него не трябва да имат остри ръбове, за да се намали рискът от увреждане на ръкавиците. В лаборатория със защитен костюм цялата работа трябва да се извършва в кабинет за биологична безопасност клас II от персонал, облечен в костюм с положително налягане. За да излезе от лабораторията BSL-4, персоналът трябва да премине през химически душ за деконтаминация, след това през помещение за сваляне на костюма с положително налягане, последвано от личен душ. Влизането в лабораторията BSL-4 е ограничено до обучени и упълномощени лица, а всички влизащи и излизащи от лабораторията лица трябва да бъдат записвани.
Както и при лабораториите BSL-3, лабораториите BSL-4 трябва да бъдат отделени от зоните с неограничено движение или достъп. Освен това въздушният поток се контролира стриктно, за да се гарантира, че въздухът винаги преминава от "чистите" зони на лабораторията към зоните, в които се работи с инфекциозни агенти (отрицателно налягане). На входа на лабораторията BSL-4 също трябва да се използват въздушни шлюзове, за да се сведе до минимум възможността аерозолите от лабораторията да бъдат изнесени извън нея. Всички лабораторни отпадъци, включително филтриран въздух, вода и боклук, също трябва да бъдат обеззаразени, преди да могат да напуснат помещението.
Лабораториите с ниво на биобезопасност 4 се използват за диагностична работа и изследвания на лесно преносими патогени, които могат да причинят смъртоносни заболявания. Те включват редица вируси, за които е известно, че причиняват вирусна хеморагична треска, като вирусите Марбург, Ебола, Ласа и хеморагичната треска Крим-Конго. Други патогени, с които се работи в условия на BSL-4 включват вируса Хендра, вируса Нипа и някои флавивируси. Освен това на това ниво често се обработват слабо характеризирани патогени, които изглеждат тясно свързани с опасни патогени, докато не се получат достатъчно данни, които да потвърдят продължаването на работата на това ниво или да позволят работа с тях на по-ниско ниво. Това ниво се използва и за работа с вируса Variola, причинител на дребна шарка, въпреки че тази работа се извършва само в Центровете за контрол и превенция на заболяванията в Атланта, САЩ, и в Държавния изследователски център по вирусология и биотехнология в Колцово, Русия[29].

#### Съоръжения BSL-4 за извънземни проби
Мисиите, при които на Земята се връщат проби, получени от извънземно тяло от категория V, трябва да се съхраняват в съоръжения с клас BSL-4. Тъй като съществуващите в света съоръжения с ниво на чистота BSL-4 не осигуряват необходимото ниво на чистота за такива проби от космоса съществува необходимост от проектиране на съоръжение, предназначено за обработка на ограничени и потенциално опасни за здравето извънземни материали. Системите на такива съоръжения трябва да могат да задържат непознати биологични опасности, тъй като размерите на каквито и да е предполагаеми извънземни микроорганизми са неизвестни. В най-добрия случай такава система трябва да филтрира частици с размер до 10 нанометра, а изпускането на частица с размер 50 нанометра или по-голям е недопустимо при никакви обстоятелства.
Тъй като НАСА и Европейската Космическа Агенция (АКА) си сътрудничат в мисията за връщане на проби от Марс, която трябва да върне проби от червената планета в началото на 2030-те години, необходимостта от съоръжение за получаване на такива проби става все по-належаща. Очаква се изграждането на такова съоръжение да отнеме от 7 до 10 години от проектирането до завършването му[35][36], като се препоръчват още две години, за да може персоналът да придобие необходимите умения за работа в подобна лабораторна среда.